# Moje oczy są zielone
Moje oczy są zielone – trzeci solowy album, który wydała Anita Lipnicka. Płyta ukazała się w dwóch wersjach. Wydanie specjalne zawierało dodatkową książeczkę zatytułowaną Wiersze niezaśpiewane. Jest to zbiór tekstów napisanych przez Lipnicką, jednak nigdy nieujętych w formę piosenki.
Album Moje oczy są zielone został wydany w 2000 roku. Całość płyty jest w języku polskim. Anita jest autorką wszystkich tekstów, a także kompozytorką lub współkompozytorką muzyki do większości piosenek. Do utworu Ostatni list muzykę napisała Edyta Bartosiewicz. Jest to pierwsza płyta Lipnickiej nagrana w Polsce (pozostałe 2 albumy nagrane zostały w Londynie). Producentem i realizatorem nagrań tej płyty, jest Krzysztof Palczewski.
Wokół utworu Ostatni list narosły pewne kontrowersje. Okazało się, że Edyta Bartosiewicz najpierw podarowała napisaną przez siebie muzykę Lipnickiej, a następnie ten sam utwór dostała od Bartosiewicz Edyta Górniak. Bartosiewicz napisała również słowa do piosenki Górniak i tak powstał utwór Nie proszę o więcej.
Nagrania dotarły do 28. miejsca zestawienia OLiS.

## Lista utworów
1. "Wracam" (A.Lipnicka/A.Lipnicka,K.Palczewski)
2. "Ballada dla Śpiącej Królewny" (A.Lipnicka)
3. "Jestem powietrzem" (A.Lipnicka/S.Hellstrand)
4. "Moje oczy są zielone" (A.Lipnicka)
5. "Nie ważne dziś co będzie jutro" (A.Lipnicka/A.Lipnicka,K.Palczewski)
6. "Sens w tym, że wszystko przemija" (A.Lipnicka/M.Waterfield)
7. "Porcelana" (A.Lipnicka)
8. "Cała prawda o mnie" (A.Lipnicka/A.Lipnicka,K.Palczewski)
9. "Calma" (A.Lipnicka)
10. "Nawet jeśli" (A.Lipnicka/R.Amirian)
11. "Pokochaj siebie" (A.Lipnicka)
12. "Ostatni list" (A.Lipnicka/E.Bartosiewicz)

## Single promujące album
- Jestem powietrzem
- Ballada dla Śpiącej Królewny
- Moje oczy są zielone
- Wracam

Album Moje oczy są zielone był nominowany do nagrody Fryderyk 2000 w kategorii Najlepszy Album Pop.

## Muzycy
- Anita Lipnicka – śpiew, gitara akustyczna
- Krzysiek Palczewski - programowanie instrumentów klawiszowych, fortepian, hammond
- Jarek "Jasiu" Kidawa – gitary elektryczne
- Robert Amirian – gitara akustyczna i elektryczna, mandolina, EBow, slide, syntezytator gitaorwy, fujarka węgierska, chórki
- Piotr Żaczek – gitara basowa, fretless
- Kuba Majerczyk – perkusja, perkusjonalia
- Piotr Winnicki – gitara elektryczna
- Kwartet smyczkowy Piotr Stawski & String Art